# Metriocnemus palmensis
Metriocnemus palmensis är en tvåvingeart som först beskrevs av Santos Abreu 1918.  Metriocnemus palmensis ingår i släktet Metriocnemus och familjen fjädermyggor.
Artens utbredningsområde är Kanarieöarna. Inga underarter finns listade i Catalogue of Life.